# Lujiabang Lu
Lujiabang Lu (chiń. 陆家浜路站) – stacja początkowa metra w Szanghaju, na linii 8. Zlokalizowana jest pomiędzy stacjami Laoximen, Xizang Nan Lu, Madang Lu i Xiaonanmen. Została otwarta 29 grudnia 2007.